# DrMáriás
drMáriás (született Máriás Béla) (Újvidék, 1966. november 3. –) Munkácsy Mihály-díjas magyar festő, író, zenész, a Tudósok együttes frontembere.

## Munkássága
Belgrádban folytatta művészeti tanulmányait és 1991-ben költözött Magyarországra az egykori Jugoszláviából.
Összművészetinek is mondható munkásságára főleg a harsány és kritikai hangvétel, valamint a kelet-európai identitásból, történelmi és politikai sajátosságokból fakadó létkérdések jellemzők. Alkotói nyelvezetében az avantgárd, a dadaizmus, a pop-art és a szürrealizmus eszközeivel operál. Művészeti, közírói tevékenységét társadalomsebészetként definiálja.
A Tudósok zenekar énekes-trombitás-harsonás-szaxofonos vezetője. Zenekarával Oroszországtól az Amerikai Egyesült Államokig több száz koncertet adott, lemezeiket Magyarország mellett Nagy-Britanniában, Oroszországban és Szlovéniában is kiadták. Számos egyéni és csoportos kiállítás résztvevője, Budapesten az A38 Hajó és a Godot Galéria rendszeres kiállítója, emellett a Ludwig Múzeumban, a Műcsarnokban, a Francia Intézetben, a Raiffeisen galériában és számos más kiállítóhelyen is láthatók voltak alkotásai, valamint külföldön Londonban, New Yorkban, Pekingben, Berlinben, Bécsben, Prágában, Belgrádban és egyebütt.
Festményei számos köz- és mágángyűjteményben találhatók meg, Budapest mellett Londonban, Münchenben, Szentpéterváron. Korábbi kötetei közül a Lomtalanításnak az A38 Hajón, az Egy halott naplójának a Millenárison volt bemutatója, a Lipótot pedig performance-előadás keretében mutatta be az egykori elmegyógyintézetben és az A38 Hajón. Lomtalanítás, Egy halott naplója és Szabadkőműves szex című prózaköteteit Kínában is kiadták.

## Képzőművészete
„drMáriás képeinek formai megoldásai egyszerre idézik az amerikai pop-art és az orosz szoc-art stílusjegyeit, de a rokonság mindkét esetben egészen távoli. A művész minden olyan stíluselemet magától értetődő természetességgel használ, amely beszorítható abba a perspektívába, ami groteszkként jelenik meg - márpedig oda szinte minden beszuszakolható.(...) Ahogyan Csáth Géza naplót írt, úgy fest drMáriás: szelíden, de ügyelve a durvaságokra, már-már perverz módon. Fontos krónika ez: ha majd kétségek merülnének fel, milyen abszurd világban éltünk itt az ezredfordulón, elég megnézni drMáriás képeit. A művész a lehetetlent idézi meg, mint valódi kelet-európai realista.”

– Gulyás Gábor

Tárlatai (válogatás)

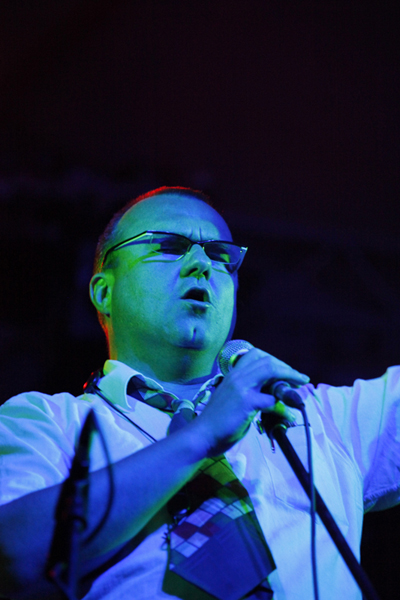

- A belső emigráció képet, Godot Galéria, Budapest, 2024
- Festészetszínház, Vármegyeháza Múzeum, Szekszárd, 2024
- A majmok kikérik maguknak, hogy emberszabásúak volnának, Szerkesztőség, Budapest,2024
- A magyar-amerikai kapcsolatok javítása nemzetstratégiai és kortársművészeti priporitás, Nyitott Galéria, CEU, Budapest, 2024
- A dadaizmus győzelme elkerülhetetlen!, Kondor Béla Közösségi Ház, Budapest, 2023
- Jönnek a felszabadítók!, Godot Galéria, Budapest, 2023
- Új magyar antidemokratikus művészet, 89 Gallery, Covent Garden, London, 2022
- A kortárs művészet rontja a magyar emberek biztonságérzetét, Godot Galéria, Budapest, 2022
- Harcosok klubja, Várudvar Galéria, Szigliget, 2002
- Nonstop karnevál!, Magyar Ispita, Győr, 2021-2022
- Művészeti konzultáció, albumbemutató kiállítás, A38 Hajó, 2021
- Anarchy in the E.U.,Godot Galéria, Budapest, 2020
- Soros György és Orbán ViktorI békét kötnek, Esernyős Galéria, Budapest, 2020
- Cecília legyőzi a vírust!, Halász-kastély, Kápolnásnyék,2020
- Kje je moj kapital?, ArtKit, Maribor, 2020
- Önarckép Trianonnal, Kieselbach Galéria – Brody Studios, Budapest, 2019 Weiler Péterrel
- Flowers of Dynamite, Supamolly, Berlin, 2019
- Magyar Nemzeti Festészetet!, A38 Hajó, Budapest, 2018
- Где мой Капитал?/Where Is My Kapital?/Hová lett a Tőkém?, Pig Snout Art Gallery, Saint Petersburg, 2018
- War All the Time, Danube Dialogues, Galerija SULUV, Novi Sad, 2018
- Kisüt a nap!, Rómer Flóris Múzeum, Győr, 2018
- Longing and Belonging, Pilvax Art Gallery, New York, 2017
- A szeretet soha el nem fogy!, Godot Galéria, Budapest, 2017
- Béke veled! – Modem, Debrecen, 2017
- Csipkeuniverzum, Balassi Intézet, Peking, 2016
- Karel Gott békét hoz az EU-csúcsra, Balassi Intézet, Prága, 2016
- Virágozzék minden virág! A38 Kiállítóhely, Budapest, 2016
- Meg fogsz gyógyulni! – M21 Galéria, Zsolnay negyed, Pécs, 2016
- Ördögöt a falra!, Godot és Ericsson Galéria, Budapest, 2015
- Kék Duna keringő, A38 kiállítóhely, Budapest, 2015
- Anarchia. Utópia. Forradalom, Ludwig Múzeum, Budapest, 2014-2015
- Hollywood Behind the Iron Curtain, Suez Gallery, Den Haag, 2014
- II Erzsébet Geronazzo Máriával egyeztet, Godot Galéria, Budapest, 2013
- Szemüvegcsere, Raiffeisen Galéria, Budapest, 2013
- Szép képek a szeretet világából, A38 Hajó, Budapest, 2013
- Mi a magyar? Műcsarnok, Budapest, 2012
- Szörnyű kedvenceim, A38 Hajó Galéria, 2011
- The East-European Beatles, Old Police Station, London, 2011
- Bukowski in Split – Galleria Numero 2, Koper, Szlovénia, 2011
- Zámbó Jimmy Kazimir Malevics műtermében – K. Petrys Ház, Bp, 2010
- Bukowski in Split – Ghetto Galéria, Split, 2009
- Válassz! – K. Petrys Ház, Budapest, 2009
- DadaBloomsDay, Ivy House, London, 2008
- TérErő, Műcsarnok, 2008
- Jelenetek egy APEH-adminisztrátor kalandos életéből – K. Petrys Ház, Budapest, 2007
- Az öngyilkos autószerelő önarcképei, Galéria IX, Budapest, 2006
- Self-portraits of a Suicide Car-mechanic, Klinker Gallery, London, 2005
- I Live Science, Gogol Klub, Moszkva, 2005
- Charcoal, Donauraum Galerie, Bécs, 2004
- Cut Cat Kit, Anthology Film Archives, Courthouse Gallery, New York, 2003
- Mehko lice, Metelkova Galerija, Ljubljana, 2002
- Drawing a New Face, Cinema Rex, Belgrade, Serbia, 2000
- Everyday Science, Francia Intézet/Institut Français, Budapest, 1999 stb.

## Kötetei
- Festészetszínház - drMáriás-alkotások a Forgács gyűjteményben, Budapest, 2024
- Tanmesék a világ legfejlettebb demokráciájáról - képzőművészeti-irodalmi album CD-melléklettel - drMáriás festményei a mindegyikükhöz írt saját szöveggel és a Tudósok Himnikus idők himnuszai című lemezével, Inda Press Kiadó, 2023
- Művészeti konzultáció – képzőművészeti album Gulyás Gábor tanulmányával, Kieselbach Tamás előszavával, 130 vendégszerző szövegével és Tudósok CD-vel, Magyar Műhely Kiadó, 2021
- 秘密生活  – Szabadkőműves szex című próza, ford. Zemin Yü, Flower City Publishing House, Kína, 2020
- Önarckép mással; Pauker Holding Kft., Bp., 2019 (Pauker collection)
- 天堂超市效果 – Egy halott naplója című próza, ford. Zemin Yü, Flower City Publishing House, Kína, 2018
- drMáriás–Fábry Sándor: Etűdök rókafűrészre és fröccsöntött szarkára – album, Kossuth Kiadó, 2018
- 垃圾日 – Lomtalanítás című próza, ford. Zemin Yü, Flower City Publishing House, Kína, 2016
- drMáriás rendelője. Gulyás Gábor megnyitószövegeivel; összeáll. Szombathy Bálint; Forum, Újvidék, 2016 (képzőművészeti album)
- Mona Lisa és a tenger – Noran Könyvesház, regény, 2015
- Szombathy Bálint: drMáriás – festészeti album magyar és angol nyelven, K. Petrys, 2013[halott link]
- A balkáni tahó – Noran, regény, 2012
- Nem élhetek Milošević nélkül – Noran, regény, 2011
- Szabadkőműves szex – Noran, regény, 2010
- Lipót – Noran, regény, 2007
- drMáriás képzőművészete (Szombathy Bálint tanulmányával) – A38, festmények, rajzok, 2007
- Egy halott naplója – Noran, regény, 2006
- Illúzió; képek: Csurka Eszter, szöveg: drMáriás, Kukorelly Endre, Kőrösi Zoltán; K.: Petrys Ház, Bp., 2009
- Lomtalanítás – Konkrét Könyvek, regény, 2004
- Molotov-koktél jéggel – ÉS, esszék, megnyitószövegek, kritikák, tárcák, 2004
- Űrboksz madrigálok – Kalligram, versek, rajzok, 2001
- Szép a puszta – Kalligram, versek, próza, rajzok, 1999
- Nice Plain – HMK, angol versek, rajzok, 1998
- Halántékkocogó – Leopold Bloom, CD, versek, próza, rajzok, 1998
- Égevő – Bahia, versek, próza, rajzok, festmények, 1995
- Élőholt szoba – Laza lapok, versek, rajzok, 1993

## Díjai, elismerései
- Leopold Bloom-díj (2000)
- Párhuzamos Kultúráért díj (2011)[2]
- Munkácsy Mihály-díj (2023)
- Superbrands Personality Award (2024/2025)